# Clasificación de OFC para la Copa Mundial de Fútbol de 2002
La clasificación de la OFC para la Copa Mundial de Fútbol de 2002 fue realizada para definir al representante de Oceanía para competir por un cupo a dicho torneo, que se realizó en Corea del Sur y Japón. 10 equipos pertenecientes a la OFC iniciaron este proceso.
El ganador disputó una repesca contra el quinto clasificado de la CONMEBOL y el ganador de estos partidos de ida y vuelta participó en el Mundial.
Los dos clasificados a la Fase Final Australia y Nueva Zelanda se enfrentaron en partidos de ida y vuelta para definir al equipo que avanzó a la repesca intercontinental.

## Primera Fase

### Grupo 1
| Pos. | Equipo          | Pts. | PJ | G | E | P | GF | GC | Dif. | Clasificación |
| ---- | --------------- | ---- | -- | - | - | - | -- | -- | ---- | ------------- |
| 1    | Australia       | 12   | 4  | 4 | 0 | 0 | 66 | 0  | +66  | Fase Final    |
| 2    | Fiyi            | 9    | 4  | 3 | 0 | 1 | 27 | 4  | +23  |               |
| 3    | Tonga           | 6    | 4  | 2 | 0 | 2 | 7  | 30 | −23  |               |
| 4    | Samoa           | 3    | 4  | 1 | 0 | 3 | 9  | 18 | −9   |               |
| 5    | Samoa Americana | 0    | 4  | 0 | 0 | 4 | 0  | 57 | −57  |               |

 Fuente: FIFA
| 7 de abril de 2001 | Samoa | 0–1     | Tonga         | International Sports Stadium, Coffs Harbour, Australia |                                                   |
|                    |       | Reporte | Taufahema 90' | Asistencia: 500 espectadores Árbitro(s): Leaustic      | Asistencia: 500 espectadores Árbitro(s): Leaustic |

| 7 de abril de 2001 | Fiyi                                                                                               | 13–0    | Samoa Americana | International Sports Stadium, Coffs Harbour, Australia |                                               |
|                    | Masi 10' (pen.) 20' 30' 40' · Lal 50' 60' 70' 80' 90' · Mateiwai 93' · Nasema 94' · Samy 95' 95+5' | Reporte |                 | Asistencia: 500 espectadores Árbitro(s): Rugg          | Asistencia: 500 espectadores Árbitro(s): Rugg |

| 9 de abril de 2001 | Tonga | 0-22    | Australia | International Sports Stadium, Coffs Harbour, Australia |                                                    |
|                    |       | Reporte | Chipperfield 3' 83' · Mori 13' 23' 40' 58' · Aloisi 14' 24' 37' 45' 52' 63' · Muscat 18' 30' 54' 82' · Popovic 67' · Vidmar 74' · Zdrilic 78' 90' · Thompson 80' · Boutsianis 87' | Asistencia: 1,500 espectadores Árbitro(s): Attison     | Asistencia: 1,500 espectadores Árbitro(s): Attison |

| 9 de abril de 2001 | Samoa                                                                                  | 8–0     | Samoa Americana | International Sports Stadium, Coffs Harbour, Australia |                                                   |
|                    | Leututu 8' (a.g.) · Gabriel 35' · Fa'aiuaso 41' 52' 73' 84' · Lemana 55' · Michael 63' | Reporte |                 | Asistencia: 200 espectadores Árbitro(s): Precious      | Asistencia: 200 espectadores Árbitro(s): Precious |

| 11 de abril de 2001 | Samoa             | 1–6     | Fiyi                                                            | International Sports Stadium, Coffs Harbour, Australia |                                                  |
|                     | Lemana 33' (pen.) | Reporte | Mateiwai 5' · Masi 21' 41' · Tokuma 48' (a.g.) · Prasad 84' 86' | Asistencia: 400 espectadores Árbitro(s): Attison       | Asistencia: 400 espectadores Árbitro(s): Attison |

| 11 de abril de 2001 | Australia | 31–0    | Samoa Americana | International Sports Stadium, Coffs Harbour, Australia |                                                     |
|                     | Boutsianis 10' 50' 84' · Thompson 12' 23' 27' 29' 32' 37' 42' 45' 56' 60' 65' 85' 88' · Zdrilic 13' 21' 25' 33' 58' 66' 78' 89' · Vidmar 14' 80' · Popovic 17' 19' · Colosimo 51' 81' · De Amicis 55' | Reporte |                 | Asistencia: 3,000 espectadores Árbitro(s): Leaustic    | Asistencia: 3,000 espectadores Árbitro(s): Leaustic |

| 14 de abril de 2001 | Fiyi | 0–2     | Australia             | International Sports Stadium, Coffs Harbour, Australia |                                                 |
|                     |      | Reporte | Corica 23' · Foxe 81' | Asistencia: 5,000 espectadores Árbitro(s): Rugg        | Asistencia: 5,000 espectadores Árbitro(s): Rugg |

| 14 de abril de 2001 | Samoa Americana | 0–5     | Tonga                                              | International Sports Stadium, Coffs Harbour, Australia |                                                     |
|                     |                 | Reporte | Taufahema 2' 24' 51' · Moa 71' (pen.) · Fakava 86' | Asistencia: 1,000 espectadores Árbitro(s): Precious    | Asistencia: 1,000 espectadores Árbitro(s): Precious |

| 16 de abril de 2001 | Australia | 11–0    | Samoa | International Sports Stadium, Coffs Harbour, Australia |                                                     |
|                     | A. Vidmar 5' 50' · Zdrillic 28' 57' · Foxe 44' · Popovic 55' 89' · Thompson 75' 88' · Chipperfield 76' · Bureta 81' (a.g.) | Reporte |       | Asistencia: 2,000 espectadores Árbitro(s): Precious    | Asistencia: 2,000 espectadores Árbitro(s): Precious |

| 16 de abril de 2001 | Tonga         | 1–8     | Fiyi                                                            | International Sports Stadium, Coffs Harbour, Australia |                                                     |
|                     | Taufahema 78' | Reporte | Leka 4' · Masi 30' 34' 37' 48' 90' · Vurukania 56' · Nasema 62' | Asistencia: 1,000 espectadores Árbitro(s): Leaustic    | Asistencia: 1,000 espectadores Árbitro(s): Leaustic |

### Grupo 2
| Pos. | Equipo        | Pts. | PJ | G | E | P | GF | GC | Dif. | Clasificación |
| ---- | ------------- | ---- | -- | - | - | - | -- | -- | ---- | ------------- |
| 1    | Nueva Zelanda | 12   | 4  | 4 | 0 | 0 | 19 | 1  | +18  | Fase Final    |
| 2    | Tahití        | 9    | 4  | 3 | 0 | 1 | 14 | 6  | +8   |               |
| 3    | Islas Salomón | 6    | 4  | 2 | 0 | 2 | 17 | 10 | +7   |               |
| 4    | Vanuatu       | 3    | 4  | 1 | 0 | 3 | 11 | 21 | −10  |               |
| 5    | Islas Cook    | 0    | 4  | 0 | 0 | 4 | 2  | 25 | −23  |               |

 Fuente: FIFA
| 4 de junio de 2001 | Vanuatu   | 1–6     | Tahití                                                      | North Harbour Stadium, Auckland, Nueva Zelanda |                                               |
|                    | Lauru 56' | Reporte | Senechal 26' · Bennett 36' 41' 81' · Amaru 52' · Tagawa 82' | Asistencia: 400 espectadores Árbitro(s): Shah  | Asistencia: 400 espectadores Árbitro(s): Shah |

| 4 de junio de 2001 | Islas Salomón                                                                    | 9–1     | Islas Cook | North Harbour Stadium, Auckland, Nueva Zelanda  |                                                 |
|                    | Suri 14' · Daudau 19' 54' 75' · Menapi 31' 52' 85' · Firisua 84' · Konofilla 89' | Reporte | Temiha 4'  | Asistencia: 1,542 espectadores Árbitro(s): Hugo | Asistencia: 1,542 espectadores Árbitro(s): Hugo |

| 6 de junio de 2001 | Tahití | 0–5     | Nueva Zelanda                              | North Harbour Stadium, Auckland, Nueva Zelanda    |                                                   |
|                    |        | Reporte | Coveny 41' 56' 71' · Lines 53' · Perry 88' | Asistencia: 2,052 espectadores Árbitro(s): Irvine | Asistencia: 2,052 espectadores Árbitro(s): Irvine |

| 6 de junio de 2001 | Islas Cook | 1–8     | Vanuatu                                                                        | North Harbour Stadium, Auckland, Nueva Zelanda  |                                                 |
|                    | Pukoku 13' | Reporte | Ben 4' · Lauru 27' · G. Maki 38' · Iwai 50' 59' 66' · P. Maki 74' · Waiwai 82' | Asistencia: 600 espectadores Árbitro(s): Breeze | Asistencia: 600 espectadores Árbitro(s): Breeze |

| 8 de junio de 2001 | Vanuatu      | 2–7     | Islas Salomón                                                        | North Harbour Stadium, Auckland, Nueva Zelanda    |                                                   |
|                    | Iwai 18' 48' | Reporte | Wickham 17' 47' · Menapi 46' 73' · Waita 48' · Samani 62' · Suri 79' | Asistencia: 1,674 espectadores Árbitro(s): Lennie | Asistencia: 1,674 espectadores Árbitro(s): Lennie |

| 8 de junio de 2001 | Nueva Zelanda  | 2–0     | Islas Cook | North Harbour Stadium, Auckland, Nueva Zelanda |                                               |
|                    | Hickey 64' 66' | Reporte |            | Asistencia: 500 espectadores Árbitro(s): Hugo  | Asistencia: 500 espectadores Árbitro(s): Hugo |

| 11 de junio de 2001 | Islas Salomón | 1–5     | Nueva Zelanda                                  | North Harbour Stadium, Auckland, Nueva Zelanda  |                                                 |
|                     | Suri 85'      | Reporte | Coveny 27' 50' · Jackson 32' 55' · Urlovic 67' | Asistencia: 2,500 espectadores Árbitro(s): Shah | Asistencia: 2,500 espectadores Árbitro(s): Shah |

| 11 de junio de 2001 | Islas Cook | 0–6     | Tahití                                             | North Harbour Stadium, Auckland, Nueva Zelanda  |                                                 |
|                     |            | Reporte | Senechal 2' 45' · Tagawa 19' 64' 87' · Bennett 51' | Asistencia: 300 espectadores Árbitro(s): Lennie | Asistencia: 300 espectadores Árbitro(s): Lennie |

| 13 de junio de 2001 | Nueva Zelanda                                                          | 7–0     | Vanuatu | North Harbour Stadium, Auckland, Nueva Zelanda    |                                                   |
|                     | Coveny 2' 7' 30' · Jackson 25' · Lines 27' · Burton 62' · Vicelich 68' | Reporte |         | Asistencia: 1,500 espectadores Árbitro(s): Irvine | Asistencia: 1,500 espectadores Árbitro(s): Irvine |

| 13 de junio de 2001 | Tahití                                  | 2–0     | Islas Salomón | North Harbour Stadium, Auckland, Nueva Zelanda  |                                                 |
|                     | Garcia 25' (pen.) · Fatupua-Lecaill 77' | Reporte |               | Asistencia: 250 espectadores Árbitro(s): Breeze | Asistencia: 250 espectadores Árbitro(s): Breeze |

## Fase Final
| Equipo 1      | Agr. | Equipo 2  | Ida | Vuelta |
| ------------- | ---- | --------- | --- | ------ |
| Nueva Zelanda | 1–6  | Australia | 0–2 | 1–4    |

| 20 de junio de 2001 | Nueva Zelanda | 0–2     | Australia      | WestpacTrust Stadium, Wellington, Nueva Zelanda             |                                                             |
|                     |               | Reporte | Emerton 5' 80' | Asistencia: 19,500 espectadores Árbitro(s): Masayoshi Okada | Asistencia: 19,500 espectadores Árbitro(s): Masayoshi Okada |

| 24 de junio de 2001 | Australia                                 | 4–1 (Global 6-1) | Nueva Zelanda     | Stadium Australia, Sídney, Australia                       |                                                            |
|                     | Zdrilic 5' 82' · Emerton 40' · Aloisi 56' | Reporte          | Coveny 44' (pen.) | Asistencia: 41,976 espectadores Árbitro(s): Kwon Jong-Chul | Asistencia: 41,976 espectadores Árbitro(s): Kwon Jong-Chul |

## Repesca Intercontinental
| 20 de noviembre de 2001 | Australia         | 1:0 (0:0) | Uruguay | Melbourne Cricket Ground, Melbourne, Australia     |                                                    |
|                         | Muscat 78' (pen.) | Reporte   |         | Asistencia: 84.656 espectadores Árbitro(s): Cesari | Asistencia: 84.656 espectadores Árbitro(s): Cesari |

| 25 de noviembre de 2001 | Uruguay                     | 3:0 (1:0) (Global 3-1) | Australia | Estadio Centenario, Montevideo, Uruguay             |                                                     |
|                         | Silva 14' · Morales 70' 90' | Reporte                |           | Asistencia: 62.000 espectadores Árbitro(s): Bujsaim | Asistencia: 62.000 espectadores Árbitro(s): Bujsaim |